# Merluccius senegalensis
La merluza senegalesa (Merluccius senegalensis) es una especie de pez de la familia Merlucciidae. Habita las aguas subtropicales del este del Océano Atlántico, en la costa occidental del norte de África.

## Descripción
Merluccius senegalensis es una especie con una cabeza bastante alongada, la cual representa de entre el 24,9% al 27,7 % de la longitud del pez. El número total de orificios de sus branquias es de 13 a 18 en el arco. La aleta dorsal anterior tiene una única espina  con 9 a 10 radios de aleta, y la aleta dorsal posterior tiene entre 38 a 41 radios de aleta. La aleta anal tiene entre 37 a 40 radios de aleta y los extremos de las aletas pectorales normalmente se extienden hasta alcanzar la base de la aleta anal. Los bordes de la aleta caudal son normalmente truncados, pero conforme el pez crece los bordes desaparecen. Posee entre 124 a 155 pequeñas escamas a lo largo de los costados. Estas son de un color entre el gris metálico y negruzco en el dorso, mientras que las de los laterales y las del vientre son de color blanco plateado. (3) El interior de la boca y la lengua son negruzcos y poseen una línea de separación  negra en el pliegue de la mandíbula inferior. La longitud máxima es de 81 cm pero la longitud más frecuente es alrededor de 42 cm, (3) Los machos son más pequeños que las hembras. (4)

## Distribución
Merluccius senegalensis se encuentra a lo largo de la costa atlántica de África del norte occidental, desde el Cabo Cantin, a 33°N de Cabo Roxo, 10°N.  Esto es, las Islas Canarias, Gambia, Guinea, Guinea Bissau, [11] Mauritania, [12] Marruecos, Senegal [13] y Sahara Occidental. [14] [15] [16] [17] [18]
Es parcialmente simpátrico con la merluza europea (M. merluccius), al norte de su territorio, y con M. polli por el sur. (1) Cambia de territorio a lo largo de los años, moviéndose hacia el sur, de octubre a abril, y regresando al norte en agosto. (4)

## Reproducción
Su reproducción tiene lugar en las áreas septentrionales, entre enero y marzo y también entre octubre y marzo.

## Alimentación
Come pececillos y, en menor medida, crustáceos y cefalópodos. [6]

## Hábitat y biología
Merluccius senegalensis es una especia batipelágica y demersal que prefiere vivir en espacios con mucha arena y con un sustrato cenagoso (4)  a profundidades relativamente someras, entre aproximadamente los 18m a los 500 m. El periodo de engendramiento más frecuente tiene lugar de enero a marzo, a una profundidad aproximada de unos 300 m y a una temperatura aproximada de 12 °C. (3) Su presa preferida son peces tales como el Synagrops microlepis (macondas o farolitos),  el Shortnose greeneye (Chlorophthalmus agassizi) (ojiverdes),  el jurel Cunene (Trachurus trecae), los jureles o caballas, los cola de látigo (whiptails), los peces linterna (lanternfish) y los merlúcidos (merlucciidae); así como crustáceos, tales como langostas (Munida iris), gamba blanca (Parapenaeus longirostris), camarones (Plesionika edwardsii y Plesionika heterocarpus) y cefalópodos. Las hembras  alcanzan su madurez sexual aproximadamente cuando alcanzan un tamaño de 39cm, mientras que los machos la alcanzan entre los 22cm y 28cm. (1)

## Pesquerías
Antiguamente era capturado por los barcos españoles, portugueses y de la Unión Soviética, pero desde que Marruecos y Mauritania se declararon zonas de exclusión económica, la pesca se ha restringido a las flotas locales. Se intenta no separar los informes de su captura, mezclándola con la de la merluza europea (Merluccius merluccius) y la merluza de Benguela (Merluccius polli). También es capturada como descarte junto a cefalópodos y otras especies. Actualmente, la Unión Internacional para la Conservación de la Naturaleza (UICN) la incluye en la Lista Roja de Especies en Peligro de Extinción ya que se cree que su población probablemente descendió en un 50 a un 80% en las últimas tres generaciones, hasta 2015. (1)     

## Observaciones
Es inofensivo para los humanos y se comercializa fresco o congelado. [6] 